# 潞城站 (北京市)
潞城站，规划建设期间曾称东小营站，是一个位于中国北京市通州区潞城镇运河东大街，属于北京地铁6号线的地铁车站，车站东端连接东小营车辆段。2014年12月28日随6号线二期开通一同投入使用。

## 位置
潞城站位于北京城市副中心行政办公区以东，运河东大街东端，正在建设的人民大学东校区以南，呈东西向布置，距河北省三河市燕郊镇仅3千米，因位于潞城镇境内的潞城（潞县故城）故址而得名。

## 车站设计

### 车站楼层
潞城站为地下二层车站，设1座岛式站台，位于通胡南路地底，南面为落客站台，北面为上客站台。
| 地面层          | 街道                   | A—D出入口                        |
| 地下一层 站厅层 | 站厅                   | 客务中心、自动售票机、进出站闸机 |
| 地下二层 站台层 |                        | █ 6号线往金安桥（东夏园）        |
| 地下二层 站台层 | 岛式站台，左側開门     |                                  |
| 地下二层 站台层 | █ 6号线终点站 落客月台 |                                  |

### 车站艺术
潞城站的站厅层及站台层顶部布置有代表黄河的黄色饰带，饰带两侧的白色区域代表河岸。
车站大堂设有宋长青等人创作、以北京地铁线网远景规划为设计要素的玻璃雕刻彩绘艺术墙《联古通今》，其中的线路纵横交错，形成一张色彩斑斓的大网，将首都北京的过去、现在和将来联接在一起。需要注意的是，艺术墙中的一些规划和现实情况有所出入，例如S1线的金安桥~慈寿寺段由6号线西延取代，3号线二期的阜成门~张自忠路段北移至地安门西大街和地安门东大街地底。
- 潞城站站厅（2018年7月摄）
- 潞城站站厅（2021年9月摄）

### 出入口
潞城站目前开放A、B、D三个出入口。
|                       |          |                  |      |            |
| 編號                  | 指示     | 建議前往的目的地 | 图片 | 无障碍设施 |
| 出口 · A              | 通胡南路 | 通胡南路         |      | 不適用     |
| 出口 · B · 升降机标志 | 通胡南路 | 通胡南路         |      |            |
| 出口 · D              | 通胡南路 | 通胡南路、大营村 |      | 不適用     |
| 註： 設有             |          |                  |      |            |